# جلال‌پور، بهتیان

نقشه جلال پور

جلال‌پور (به انگلیسی: Jalalpur Bhattian) یک شهر در پاکستان است که در ناحیه حافظ آباد واقع شده‌است. جلال‌پور ۲۴٬۷۵۰ نفر جمعیت دارد.